# Hinrich von der Trupe
Hinrich von der Trupe (* ?; † nach dem 28. September 1428) war von 1404 bis 1421 Ratsherr in Bremen, ab 1407 zugleich Kämmerer. Damit führte er das Bremer Ratsdenkelbuch. Neben Bürgermeister Friedrich Wigger war er der Hauptverantwortliche für die Ausführung des Bremer Rathauses ab 1404; die beiden führten auch die Rechnungsbücher. Diese sind überliefert und ediert.

## Leben

### Familie, Erstnennung
Hinrich von der Trupe war, wie die meisten Ratsherren, eng mit den vorherrschenden Familien verbunden und mit manchen verschwägert. Eine seiner beiden Töchter heiratete den Ratsherrn und Bürgermeister Johann Hemeling. Er selbst war mit Gheze von Hasbergen verheiratet. Deren Bruder Hinrich von Hasbergen saß von 1406 bis 1418 im Rat.
Trupe taucht erstmals am 14. April 1368 im Zusammenhang mit einem vom Bremer Rat bezeugten Grundstücksverkauf auf, für den er Gewähr leistete.

### Ratsherr und Kämmerer, Anlage des Ratsdenkelbuchs
Er war am 12. Dezember 1404 in den Rat gewählt worden. 1407 wurde er Kämmerer, womit er auch die Aufsicht über das 1395 eingerichtete Ratsdenkelbuch führte. Er hinterließ dort zahlreiche eigenhändige Einträge. Das Ratsdenkelbuch, da bis 1519 reicht, war auf seinen Vorschlag, unterstützt durch den Ratsherrn und Bürgermeister Friedrich von Walle, im Jahr 1395 angelegt worden. 
1404 begannen unter Leitung des Bürgermeisters Bernhard Schorhar und vor allem von Friedrich Wigger und von Hinrich von der Trupe, die Vorarbeiten zur Errichtung eines neuen Rathauses. Die Baumeister Salomon und Martin sowie die Steinbildhauer Johannes und Henning waren für die Durchführung des gotischen Bauwerks verantwortlich.

### Bau des Rathauses
Zum Bau des Rathauses schlossen Hinrich von der Trupe und Friedrich Wigger zahlreiche Kontrakte mit Handwerkern und Künstlern, beschafften die Materialien und leiteten das Bauvorhaben. Zunächst wurden die am vorgesehenen Bauplatz stehenden älteren Häuser, wie Trupe jeweils kontenweise vermerkt, abgerissen. Dann wurde das aus den umliegenden Wäldern, die zu erheblichen Teilen im Besitz der Bremer Ratsherren waren, Holz beschafft, denn im Kern handelt es sich beim Rathaus bis heute um einen Holzständerbau. Trupe richtete hierfür weitere Konten ein, so für „Maurerarbeiten und Kalkbereitung, für die beiden besten Maurermeister, Wasserfuhren, Zimmerwerk, Eisen, Schmiedearbeit, Lohn eines fremden Zimmermeisters und seiner Gesellen, Ziegeleikosten, Bildhauer- und Steinmetzenarbeit, Kalk, Muschelkalk“ – insgesamt 14 Konten.
Am 6. Mai 1405 konnte der Grundstein gelegt werden. Am 10. Februar eröffneten die beiden Bauleiter das zugehörige Rechnungsbuch, bereits im September wurden die letzten Rechnungen gestellt. Das erste von vier Rechnungsbüchern umfasst 58 Seiten, von denen allerdings nur 36 beschrieben sind, drei weitere enthalten Notizen, die später durchgestrichen wurden. Diesem schloss sich zeitlich ein zweites Rechnungsbuch an, das, ebenso wie das erste, von Hinrich von der Trupe geführt wurde. Das dritte Rechnungsbuch wurde wahrscheinlich von Friedrich Wigger geführt, dem von der Trupe die Weiterführung überließ, ebenso wie das vierte. Am 23. Februar 1407 konnte das letzte der vier Rechnungsbücher geschlossen werden. Buch drei und vier, also die von Wigger geführten, umfassen die Zeit von Frühjahr 1406 bis Anfang 1407. Buch 3 besteht aus 14 beschriebenen und 10 leeren, Buch 4 aus 12 beschriebenen und 8 leeren Seiten. Wahrscheinlich bewahrte Hinrich von der Trupe die vier Bücher auf, denn er schrieb auf die Rückseite einer angehefteten Urkunde „Liber Hinrici de Trupe“. Gelegentlich machte Trupe Aufzeichnungen über einzelne Ereignisse, wie den Bau der Friedeburg, von deren Baukosten er knapp 1440 Mark vermerkt, oder er trug ein wohl umgehendes Kriegslied ein. Der Eintrag zum Bau des Rolands, der demnach 170 Mark kostete, stammt allerdings nicht von Trupes Hand.
Nicht vermerkt werden die Lieferungen an Bier, wobei hier Mengen gebraucht wurden, die die Bierbrauer nicht zur Verfügung stellen konnten. Viele Bremer Bürger hatten jedoch Braurechte. Daher lieferten allein zehn der zwölf Ratsherren Bier aus eigener Herstellung, unter ihnen Hinrich von der Trupe. Möglicherweise lieferten die Ratsherren turnusmäßig aus ihren Vorräten eine bestimmte Menge, die dann auf ihren Schoss angerechnet wurde. So lieferte Hinrich „2 tunnen bers“. Auch trug Trupe Steine zum Bau der Friedeburg bei.
Johann Oldewagen und die Bathsherren Hinrich von der Trupe und Hinrich von der Hude nahmen 1412 eine Anleihe von 144 Mark auf.